# تاریخ عربستان سعودی
تاریخ عربستان سعودی به عنوان یک دولت ملی با ظهور خاندان آل سعود در عربستان مرکزی در سال ۱۷۴۴ و پس از آن تأسیس امارت دیریه آغاز شد. عربستان پیش از اسلام ، سرزمینی که عربستان سعودی مدرن را تشکیل می‌دهد، محل چندین فرهنگ و تمدن باستانی بوده است. پیش از تاریخ عربستان سعودی برخی از اولین آثار فعالیت انسانی در جهان را نشان می‌دهد. دومین دین بزرگ جهان، اسلام، در عربستان سعودی امروزی ظهور کرد. در اوایل قرن هفتم، پیامبر اسلام محمد، جمعیت عربستان را متحد کرد و یک نظام دینی واحد اسلامی ایجاد کرد. پس از مرگ او در سال ۶۳۲، پیروان او به سرعت قلمرو تحت سلطه مسلمانان را فراتر از عربستان گسترش دادند و بخش‌های عظیم و بی‌سابقه‌ای از قلمرو (از شبه جزیره ایبری در غرب تا پاکستان امروزی در شرق) را در عرض چند دهه فتح کردند. سلسله‌های عرب برخاسته از عربستان امروزی، خلافت‌های راشدین (۶۳۲–۶۶۱)، امویان (۶۶۱–۷۵۰)، عباسیان (۷۵۰–۱۵۱۷) و فاطمیان (۹۰۹–۱۱۷۱) و همچنین سلسله‌های متعدد دیگری را در آسیا، آفریقا و اروپا تأسیس کردند.

## پیش از اسلام

اربایه یکی از ساتراپی‌های شاهنشاهی هخامنشی

عموماً بایر و آتش فشانی بوده و این امر کشاورزی را جز در جوار واحه‌ها و چشمه‌سارها، دشوار می‌نمود؛ بنابراین شهرها و دیارها در عربستان موقعیتی پراکنده و دور از هم داشتند و در بین آن‌ها دو شهر مکه و یثرب جزو شهرهای مهم عربستان محسوب می‌شدند. اجتماعی زندگی کردن برای زنده ماندن در شرایط صحرایی لازم بوده؛ بدون یاری یکدیگر و تشکیل قبیله، محیط ناملایم و شرایط سخت زندگی در صحرا حیات انسانی را غیرممکن می‌ساخت. نیاز به همبستگی و اتحاد افراد به عنوان یک گروه، موجبات تشکیل قبیله را فراهم می‌ساخت و این گروه‌های قبیله‌ای بر اساس وابستگی‌های خونی و قوم و خویشی تشکیل می‌شد. مردم عربستان یا کوچ‌نشین یا ساکن یک ناحیه بودند. گروه اول به صورت مداوم در تلاش برای یافتن آب و چراگاه برای حیواناتشان بوده، در حالی که گروه دوم با تکیه بر تجارت یا کشاورزی امرار معاش و گذران زندگی می‌نمودند. به‌دلیل شرایط سخت زندگی، کوچ نشینان برای ادامه زندگی تا حدی مجبور به یورش به کاروان‌ها و واحه‌های اطراف بوده و بنابراین از منظر آنان این‌گونه غارتها و چپاول‌گری‌ها، تبه‌کاری به‌حساب نمی‌آمد. مدینه به صورت عمده یک مرکز کشاورزی بود، در حالی که مکه یک مرکز مهم تجاری برای بسیاری از قبایل اطراف محسوب می‌گشت که شامل چند سرزمینی که شامل دولت عاد، یمن، اردن و غیره بود.

## گسترش اسلام
اسلام از شبه‌جزیره عربستان با بعثت محمد در سده هفتم میلادی آغاز شد.

## دوران عثمانی

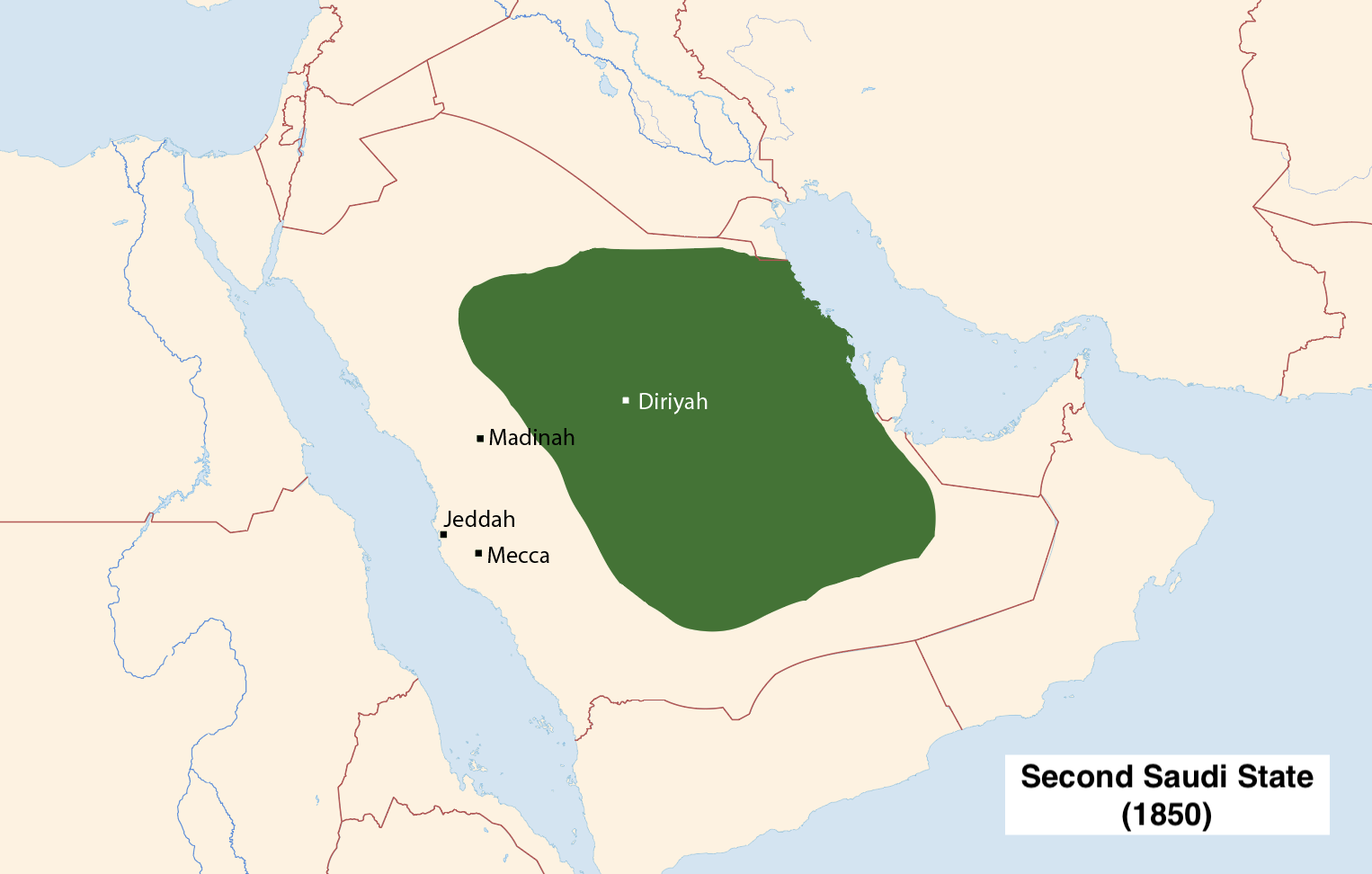
تاریخ عربستان سعودی

### ظهور وهابیت و اولین دولت سعودی
اولین دولت عربستان سعودی که محمد بن سعود - امیر درعیه -آن را در سال ۱۱۵۷ ق / ۱۷۴۴ میلادی در میانه شبه جزیره عربستان بنیان نهاد و درعیه را به پایتخت منطقه زیر نفوذ قدرت خود تبدیل کرد. اولین دولت عربستان سعودی تا پایان آن در سال ۱۲۳۳ ق / ۱۸۱۸ م همچنان گسترش یافت؛ اما به دست ارتش عثمانی به رهبری ابراهیم پاشا فروپاشید.

### بازگشت به سلطه عثمانی

#### شورش اعراب
همزمان با انقلاب مصر به رهبری شریف حسین بن علی و به کمک نظامیان صورت گرفت، در نتیجه حجاز و فلسطین از دست عثمانیها خارج شدند.

## اتحاد

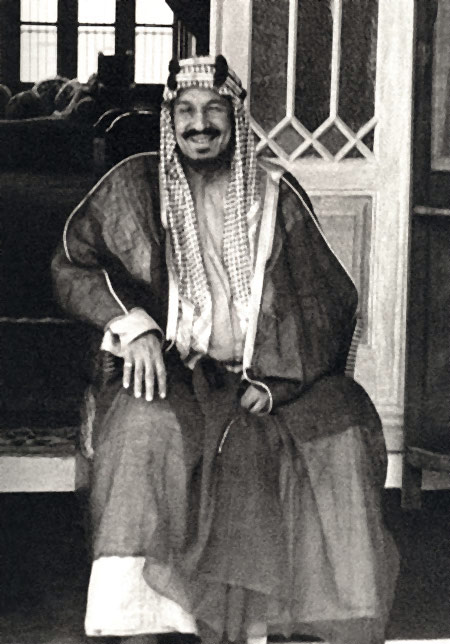
عبدالعزیز بن عبدالرحمن آل سعود

در سال ۱۹۰۲، عبدالعزیز آل سعود، رهبر آل سعود، از تبعید در کویت بازگشت تا درگیری با الرشید را از سر بگیرد و ریاض را تصرف کند که اولین مورد از یک سری فتوحات بود که دولت سوم سعودی را ایجاد کرد و در نهایت منجر به ایجاد کشور کنونی عربستان سعودی در سال ۱۹۳۰ گشت. اخوان سلاح اصلی برای دستیابی به این فتوحات بود. شبه نظامیانی بادیه نشین قبیله ای که تحت رهبری سلطان بن بجد العتیبی و فیصل الدویش بودند.

## تاریخ معاصر
موفقیت‌های نظامی و سیاسی عبدالعزیز از نظر اقتصادی منعکس نشد تا اینکه ذخایر عظیم نفت در سال ۱۹۳۸ در منطقه الحسا در امتداد ساحل خلیج فارس کشف شد. توسعه کشور در سال ۱۹۴۱ آغاز شد و تا سال ۱۹۴۹ تولید نفت در نوسان کامل بود.